# 翁子光
翁子光（英語：Philip Yung Tsz-kwong，1979年3月23日—），香港導演、編劇、影評人、網台節目主持人。其執導的2015年電影《踏血尋梅》獲得第52屆金馬獎最佳劇情片、最佳原著剧本等9項提名，以及第35屆香港電影金像獎最佳电影、最佳导演、最佳编剧等13项提名，並赢得最佳编剧、男女主角等7个奖。

## 簡介
翁子光出生於廣東惠陽。荃灣聖芳濟中學畢業後曾參加香港電影導演會的編導訓練班，1998年起參與電影及電視的中期製作（場務、副導、助理美術），及後轉為電影製片，參與製片之電影包括：《十七歲的夏天》（執行製片）、《追蹤眼前人》（執行製片）、《我是貓》（製片）。2002年開始擔任電影文化中心（香港）之幹事，致力推動錄影及電影文化工作。翁子光也是香港電影評論學會及香港影評人協會的正式會員，2001年起撰寫之影評散見於《電影雙周刊》、《AM730》、《文匯報》、《香港電影》雜誌、北京《電影藝術》雜誌等。2005年，導演紀錄短片《鯉魚門》，於意大利威尼斯建築雙年展展出。
2009年，翁子光自編自導首部電影長片《明媚時光》，獲邀參展香港國際電影節、德國慕尼黑影展、羅馬亞洲電影節及北京華語青年影像論壇等，並獲香港電影評論學會年度推薦電影，及提名香港電影金像獎最佳新晉導演。同年，擔任台灣金馬獎國際影評人費比西獎、優質華語電影大獎及華語傳媒大獎評審，並監製紀錄片《淘金熱》，參與澳門國際電影節。
2010年與建築師林偉宜合作裝置藝術作品《春秧街》，於「威尼斯建築雙年展」展出，並執導香港電台單元劇《伊甸》。2011年，憑劇本《踏血尋梅》獲得「香港亞洲電影投資會HAF」大獎。此外，翁子光2013年和2014年又分別參與了麥浚龍執導的《殭屍》和郭子健執導的《救火英雄》等片的編劇工作。2013年的《微交少女》與呂筱華合編劇本。
2015年12月《踏血尋梅》正式上畫，奪得第35屆香港電影金像獎最佳編劇等7個獎項，被提名最佳導演獎。
2022年10月，翁子光所監製、何爵天導演的作品《正義迴廊》正式上畫，翁子光個人也出資支付部分製作成本。
2023年2月，《風再起時》正式上畫。電影代表香港角逐第95屆奧斯卡金像獎最佳國際影片。
2024年12月，《爸爸》正式上畫。翁子光憑該片獲頒第31屆香港電影評論學會大獎最佳導演。

## 感情生活
翁子光曾與演員何珮瑜拍拖一年半，至2018年1月27日女方在社交平台發帖文並回覆記者提問，她表示二人已經和平分手並強調二人之間沒有第三者。

## 電影作品
| 年份 | 片名         | 職位 | 職位     | 職位 | 附註     |
| 年份 | 片名         | 導演 | 編劇     | 監製 | 附註     |
| ---- | ------------ | ---- | -------- | ---- | -------- |
| 2009 | 明媚時光     | 是   | 是       | 否   |          |
| 2013 | 微交少女     | 是   | 是       | 否   |          |
| 2013 | 殭屍         | 否   | 是       | 否   |          |
| 2014 | 救火英雄     | 否   | 聯合編劇 | 否   |          |
| 2015 | 踏血尋梅     | 是   | 是       | 否   |          |
| 2020 | 聖荷西謀殺案 | 否   | 是       | 否   |          |
| 2022 | 正義迴廊     | 否   | 否       | 是   |          |
| 2023 | 風再起時     | 是   | 是       | 否   |          |
| 2023 | 愛情儲蓄罐   | 是   | 否       | 否   | 內地電影 |
| 2024 | 爸爸         | 是   | 是       | 否   |          |
| 待定 | 法迷藏       | 否   | 否       | 是   |          |
| 待定 | 浪花男女     | 否   | 否       | 是   |          |
| 待定 | 小潔         | 否   | 是       | 是   |          |

## 劇集作品
| 年份 | 劇名   | 職位 | 職位 | 職位 | 附註               |
| 年份 | 劇名   | 導演 | 編劇 | 監製 | 附註               |
| ---- | ------ | ---- | ---- | ---- | ------------------ |
| 2016 | 同行者 | 是   | 是   | 否   | 香港電台電視部出品 |
| 2020 | 蛋黃人 | 否   | 否   | 是   | 網絡劇             |

## MV作品
| 歌曲名稱 | 收錄專輯 | 演唱者 | 作詞   | 作曲   | 影片            | 備註 |
| -------- | -------- | ------ | ------ | ------ | --------------- | ---- |
| 傷風     | 太空人   | 吳青峰 | 吳青峰 | 吳青峰 | YouTube上的傷風 |      |

## 音樂電影
| 等妳等到我心痛 | 張學友60+巡迴演唱會 | 張學友、舒淇 | 張學友、舒淇 | 張學友、舒淇 |

## 節目主持

### 東亞衛視
- 《光影三人行》 (已終止)
- 《現代啟視錄》 (已終止)
- 《世外影院》 (已終止)

### 謎米香港
- 《文人多說話》 (已終止)

## 電影獎項
| 獎項                           | 項目         | 年   | 作品     | 成績 |
| ------------------------------ | ------------ | ---- | -------- | ---- |
| 第29屆香港電影金像獎           | 新晉導演     | 2010 | 明媚時光 | 提名 |
| 第52屆金馬獎                   | 最佳原著劇本 | 2015 | 踏血尋梅 | 提名 |
| 第22屆香港電影評論學會大獎     | 最佳導演     | 2015 | 踏血尋梅 | 提名 |
| 第22屆香港電影評論學會大獎     | 最佳編劇     | 2015 | 踏血尋梅 | 提名 |
| 第10屆亞洲電影大獎             | 最佳編劇     | 2016 | 踏血尋梅 | 提名 |
| 第10屆亞洲電影大獎             | 最佳剪接     | 2016 | 踏血尋梅 | 獲獎 |
| 第35屆香港電影金像獎           | 最佳導演     | 2016 | 踏血尋梅 | 提名 |
| 第35屆香港電影金像獎           | 最佳編劇     | 2016 | 踏血尋梅 | 獲獎 |
| 第35屆香港電影金像獎           | 最佳剪接     | 2016 | 踏血尋梅 | 提名 |
| 第16屆華語電影傳媒大獎         | 最佳導演     | 2016 | 踏血尋梅 | 提名 |
| 第16屆華語電影傳媒大獎         | 最佳編劇     | 2016 | 踏血尋梅 | 提名 |
| 第29屆香港電影評論學會大獎     | 推薦電影     | 2023 | 正義迴廊 | 獲獎 |
| 第41屆香港電影金像獎           | 最佳電影     | 2023 | 正義迴廊 | 提名 |
| 第31屆香港電影評論學會大獎     | 最佳導演     | 2025 | 爸爸     | 獲獎 |
| 第31屆香港電影評論學會大獎     | 最佳編劇     | 2025 | 爸爸     | 提名 |
| 2024年度香港電影編劇家協會大奬 | 年度推薦劇本 | 2025 | 爸爸     | 獲獎 |
| 第43屆香港電影金像獎           | 最佳導演     | 2025 | 爸爸     | 提名 |
| 第43屆香港電影金像獎           | 最佳編劇     | 2025 | 爸爸     | 提名 |

## 外部連結
- 翁子光的Facebook專頁
- 翁子光在互联网电影资料库（IMDb）上的資料（英文）
- 翁子光在香港影庫上的簡介
- 翁子光-香港電影導演大全 （页面存档备份，存于）
- 文人多說話-謎米香港 （页面存档备份，存于）